# Axiomes des probabilités
En théorie des probabilités, les axiomes de probabilités, également appelés axiomes de Kolmogorov du nom d'Andreï Nikolaievitch Kolmogorov qui les a développés, désignent les propriétés que doit vérifier une application {\displaystyle \mathbb {P} } afin de formaliser l'idée de probabilité.
Ces propriétés peuvent être résumées ainsi : si  {\displaystyle \mathbb {P} } est une mesure de probabilité sur un espace mesurable {\displaystyle \left(\Omega ,{\mathcal {A}}\right)}, alors {\displaystyle \left(\Omega ,{\mathcal {A}},\mathbb {P} \right)} doit être un espace de probabilité.
Le théorème de Cox fournit une autre approche pour formaliser les probabilités, privilégiée par certains bayésiens.
Dans ce qui suit, on considère un ensemble non vide
{\displaystyle \Omega } muni d'une tribu {\displaystyle {\mathcal {A}}}.

## Premier axiome
On appelle évènements les éléments de {\displaystyle {\mathcal {A}}}.
Pour tout événement {\displaystyle \ A} : 
{\displaystyle 0\leq \mathbb {P} (A)\leq 1}.
C'est-à-dire que la probabilité d'un événement est représentée par un nombre réel compris entre 0 et 1.

## Deuxième axiome
{\displaystyle \ \Omega } désignant l'univers associé à l'expérience aléatoire considérée,
{\displaystyle \mathbb {P} (\Omega )=1},
C'est-à-dire que la probabilité de l'événement certain, ou d'obtenir un quelconque résultat de l'univers, est égale à 1. Autrement dit, la probabilité de réaliser l'un ou l'autre des événements élémentaires est égale à 1.

## Troisième axiome
Toute famille dénombrable d'événements deux à deux disjoints (on dit aussi : deux à deux incompatibles), {\displaystyle A_{1},\,A_{2},\dots } satisfait :
{\displaystyle \mathbb {P} (A_{1}\cup A_{2}\cup \cdots )=\sum _{i=1}^{+\infty }\mathbb {P} (A_{i})}.
C'est-à-dire que la probabilité d'un événement qui est la réunion (dénombrable) disjointe d'événements est égale à la somme des probabilités de ces événements. Ceci s'appelle la σ-additivité, ou additivité dénombrable (si les événements ne sont pas deux à deux disjoints, cette relation n'est plus vraie en général).

## Conséquences
À partir des axiomes, se démontrent un certain nombre de propriétés utiles pour le calcul des probabilités, par exemple :
- {\displaystyle \mathbb {P} (\emptyset )=0.}[2]

Remarque : en particulier, cela interdit à l'univers d'être vide, le deuxième axiome exigeant que sa mesure vaille 1 (et ne soit donc pas nulle a fortiori).
- Si {\displaystyle A}, {\displaystyle B} sont deux événements incompatibles (ou disjoints), alors

{\displaystyle \mathbb {P} (A\cup B)=\mathbb {P} (A)+\mathbb {P} (B).}
- Plus généralement, si {\displaystyle (A_{k})_{1\leq k\leq n}} est une famille d'événements 2 à 2 incompatibles, alors

{\displaystyle \mathbb {P} \left(\bigcup _{1\leq k\leq n}A_{k}\right)=\sum _{1\leq k\leq n}\mathbb {P} (A_{k}).}
- {\displaystyle \mathbb {P} (B\setminus A)=\mathbb {P} (B)-\mathbb {P} (A\cap B)};

Cette relation signifie que la probabilité que B se réalise, mais pas A, est égale à la différence  {\displaystyle \mathbb {P} (B)-\mathbb {P} (A\cap B)}. Cette relation découle de ce que B est réunion disjointe de {\displaystyle B\setminus A} et de  {\displaystyle A\cap B.}
- En particulier, si {\displaystyle A\subset B}, alors

{\displaystyle \mathbb {P} (A)\leq \mathbb {P} (B)}
C'est la propriété de croissance de la probabilité. En effet, dans le cas particulier où {\displaystyle A\subset B}, la propriété précédente s'écrit
{\displaystyle \mathbb {P} (B\setminus A)=\mathbb {P} (B)-\mathbb {P} (A),\ } où le premier terme est clairement positif ou nul.
- Dans le cas particulier où {\displaystyle B=\Omega ,}  cela donne que, pour tout événement {\displaystyle A},

{\displaystyle \mathbb {P} (\Omega \setminus A)=1-\mathbb {P} (A)}
Ceci signifie que la probabilité pour qu'un événement ne se produise pas est égale à 1 moins la probabilité pour qu'il se réalise ; cette propriété s'utilise lorsqu'il est plus simple de déterminer la probabilité de l'événement contraire que celle de l'événement lui-même.
- Pour tous événements {\displaystyle A}, {\displaystyle B},

{\displaystyle \mathbb {P} (A\cup B)=\mathbb {P} (A)+\mathbb {P} (B)-\mathbb {P} (A\cap B)\ \leq \ \mathbb {P} (A)+\mathbb {P} (B).}
Ceci signifie que la probabilité pour que l'un au moins des événements {\displaystyle A} ou {\displaystyle B} se réalise est égale à la somme des probabilités pour que {\displaystyle A} se réalise, et pour que {\displaystyle B} se réalise, moins la probabilité pour que {\displaystyle A} et {\displaystyle B} se réalisent simultanément. De même,
{\displaystyle \mathbb {P} (A\cup B\cup C)=\mathbb {P} (A)+\mathbb {P} (B)+\mathbb {P} (C)-\mathbb {P} (B\cap C)-\mathbb {P} (C\cap A)-\mathbb {P} (A\cap B)+\mathbb {P} (A\cap B\cap C).}
- Ces deux dernières formules sont des cas particuliers (n=2,3) du principe d'inclusion-exclusion qui porte parfois le nom de "formule du crible de Poincaré":

{\displaystyle \mathbb {P} \left(\,\bigcup _{i=1}^{n}A_{i}\,\right)=\sum _{k=1}^{n}\left((-1)^{k-1}\sum _{1\leq i_{1}<i_{2}<\ldots <i_{k}\leq n}\mathbb {P} \left(A_{i_{1}}\cap A_{i_{2}}\cap \ldots \cap A_{i_{k}}\right)\right),}
qui donne la probabilité de la réunion de n ensembles non nécessairement disjoints.
- Par récurrence, l'inégalité obtenue pour n=2 se généralise :

{\displaystyle \mathbb {P} \left(\,\bigcup _{i=1}^{n}A_{i}\,\right)\leq \sum _{k=1}^{n}\mathbb {P} \left(A_{k}\right).}

## Limites croissantes et décroissantes ou Propriété de la continuité monotone
- Toute suite croissante d'événements {\displaystyle A_{1}\,\subset \,A_{2}\,\subset \,A_{3}\,\subset \,\dots } satisfait :

{\displaystyle \mathbb {P} (A_{1}\cup A_{2}\cup \cdots )=\lim _{n}\mathbb {P} (A_{n}).}
C'est-à-dire que la probabilité de la limite d'une suite croissante d'événements (qui est dans ce cas la réunion - dénombrable - de tous les événements de cette suite) est égale à la limite de la suite numérique des probabilités de ces événements.
- Toute suite décroissante d'événements  {\displaystyle A_{1}\,\supset \,A_{2}\,\supset \,A_{3}\,\supset \,\dots } satisfait :

{\displaystyle \mathbb {P} (A_{1}\cap A_{2}\cap \cdots )=\lim _{n}\mathbb {P} (A_{n}).}
C'est-à-dire que la probabilité de la limite d'une suite décroissante d'événements (qui est dans ce cas l'intersection - dénombrable - de tous les événements de cette suite) est égale à la limite de la suite numérique des probabilités de ces événements.
- Inégalité de Boole. Toute suite d'événements {\displaystyle B_{1},B_{2},B_{3},\dots } satisfait :

{\displaystyle \mathbb {P} (B_{1}\cup B_{2}\cup \cdots )\leq \sum _{n}\mathbb {P} (B_{n}).}
- Signalons deux conséquences importantes de l'inégalité de Boole :
  - Une réunion finie ou dénombrable d'ensembles négligeables est elle-même négligeable ;
  - Une intersection finie ou dénombrable d'ensembles presque sûrs est elle-même presque sûre.

## Formulation à partir de la théorie de la mesure
De manière équivalente, on définit plus simplement le triplet {\displaystyle (\Omega ,{\mathcal {A}},\mathbb {P} )} représentant un espace probabilisé, comme un espace mesuré dont la mesure, {\displaystyle \mathbb {P} }, a la particularité d'avoir une masse totale égale à 1 :

## Note et référence
1. ↑  « Axiomatique de Kolmogorov », sur www.bibmath.net (consulté le 8 juin 2025)
2. 1 2 3 4 5  UNIVERSITE HASSAN II DE CASABLANCA, « AXIOMES DU CALCUL DES PROBABILITES »  [PDF] (consulté le 8 juin 2025)